# Ядрена триада
Ядрената триада е форма на изграждане и организиране на стратегическите ядрени сили, включваща три основни компонента: базирани на сушата междуконтинентални балистични ракети, оборудвани с атомно оръжие стратегически бомбардировачи и изстрелвани от подводници балистични ракети.
Ядрената триада дава по-голяма гъвкавост при управлението на стратегическите ядрени сили на страната. Дори и в случай на пълното унищожение на две от нейните съставни части (примерно наземните и военновъздушните), последната една трета базирана на ядрени подводници ще бъде в състояние да отвърне на удара по начин гарантиращ унищожаването на противника или причиняването му на неприемливи загуби и разрушения.
Класическата ядрената триада се състои от сухопътни, морски и въздушни компоненти. Към 2010 г. само три от великите сили разполагат с пълноценна ядрена триада: САЩ, Русия и Китай.

## Сухопътен компонент
Междуконтиненталните балистични ракети съставляват сухопътния компонент на ядрената триада. Ракетите могат да бъдат на стационарно (шахтено) и мобилно базирани (на високопроходимо автомобилно шаси или на железопътна платформа).
Стационарно базираните МБР се разполагат в шахти способни да издържат ракетен ядрен удар при пряко попадение, а мобилните преследват възможността за максимално бързо разсредоточаване, което дава преимущество поради невъзможността за бързото им разкриване с неутрализиране от противника.

## Морски компонент
Основният носител на междуконтинентални балистични ракети във ВМС са ядрените подводници. Те разполагат със стратегическото преимущество да бъдат автономни при изпълнение на бойни дежурства и задачи в океаните. Също така са изключително маневрени и могат безпрепятствено да достигат разни точки по вода (близо 3/4 от земната повърхност е покрита с вода) от които да застрашават територията на противника. По този начин, се постигат значителни стратегически и тактически преимущества, които принуждават ответната противникова страна да взема сериозни мерки за противодействие, които в повечето случаи не могат да бъдат резултативни и ефективни.
Ядрените подводници могат да изпълняват бойно дежурство и да се в боеготовност дори под ледовете на Северния ледовит океан. Унищожаването на балистична ракета изстреляна от подводница е доста сложна задача, още повече, че има подводници способни да носят до 24 МБР.
Само някои кораби са оборудвани да носят крилати ракети с ядрени бойни глави, но те са с малка поразяваща сила и мощност, а и самите надморски съдове са твърде уязвима цел за противника, поради което надморския компонент в ядрената триада е слабо застъпен стратегически.

## Въздушен компонент
Въздушният компонент на ядрената триада са ядрените бойни глави и бомби базирани на стратегическите бомбардировачи. Бомбардировачите на стратегическата авиация на страните са в състояние да осъществяват продължителни полети при изпълнение на бойни дежурства. Тяхното преимущество е, че имат възможност да осъществяват полети в непосредствена близост до границите на потенциалния противник и в случай на необходимост могат да осигурят бърз ядрен удар срещу него. Те са и изключително маневрени ядрени сили способни практически да поразяват цели във всяка една точка на земното кълбо.

## Компоненти за защита и противодействие на ядрената триада
По-трудни за отразяване са ядрените удари от морско и въздушно базираните ядрени носители. Първите – поради сравнително трудното им проследяване и локализиране, а вторите – поради бързината, с която могат да нанесат ядрен удар.
Класическата защита срещу ядрен удар и от ядрена триада се осъществява посредством стратегическите ЗРК на ПВО. Допълнителен елемент към тази класическа компонента за защита са изтребителите-прихващачи.